# 3-Hydroxyacyl-CoA déshydrogénase
La 3-hydroxyacyl-CoA déshydrogénase est une oxydoréductase qui catalyse la 3e étape de la β-oxydation, c'est-à-dire l'oxydation de la 3-hydroxyacyl-CoA par le NAD+ :
(S)-3-hydroxyacyl-CoA + NAD+  {\displaystyle \rightleftharpoons }  3-oxoacyl-CoA + NADH.
Cette enzyme peut agir sur des acides gras à chaîne courte ou moyenne et est moins active sur les acides gras à chaîne longue ; pour ceux-ci, il existe une 3-hydroxyacyl-CoA déshydrogénase plus spécifique (EC 1.1.1.211).
Le produit de cette réaction est une β-cétoacyl-CoA prête à être clivée par l'acétyl-CoA C-acyltransférase pour libérer une acétyl-CoA, ce qui clos le cycle de la β-oxydation.